# 영주 소수서원 강학당
영주 소수서원 강학당(榮州 紹修書院 講學堂)은 대한민국 경상북도 영주시 조선시대의 서원이다. 2004년 4월 6일 대한민국의 보물 제1403호로 지정되었다.

## 개요
강학당은 서원의 양대기능중 하나인 학문을 강론하던 장소로 장대석의 높은 기단을 쌓아 그 위에 자연석을 다듬은 초석을 놓았으며, 규모는 정면4칸, 측면3칸의 팔작지붕 겹처마로서 웅장하면서도 고색이 잘 간직되어 있으며, 사방 둘레에 너비 1m정도의 툇마루를 설치하였다. 툇마루 가장자리는 높이 6.5cm, 높이 8.5cm의 턱을 두었고, 기단 네모서리에 추녀를 받는 활주를 설치하였다.
강학당의 정면은 동쪽을 향하고 있으며, 서원입구에서 바로 강학당으로 들어갈 수 있도록 남쪽 기단에 계단을 설치하였다. 내부 대청의 북면에는 명종의 친필인 '소수서원 (紹修書院)'이란 편액이 높이 걸려있다.
정면 4칸 중 좌측 3칸은 마루이며, 우측 1칸에는 방을 2개 설치하였고, 기단 3면(정면, 우측, 좌 측)에 계단을 설치하였으며, 굴뚝은 마루 밑에 조그마한 구멍을 뚫어 처리하였다.
기둥 윗몸에서 앙서 하나를 내어 기둥위에 놓인 주두와 결구시킨 초익공 구조를 이루고 있다. 가구는 오량으로 대들보를 앞뒤의 평주위에 걸고 이 위에 동자기둥을 세워 종보를 받치고, 종보위에 파련대공을 놓아 종도리를 받치고 있다.

## 같이 보기
- 소수서원